# キリト
キリト（1972年2月24日 - ）は、日本の音楽家、歌手、作詞家、作曲家、YouTuber。Angelo及びPIERROTのボーカリスト。ソロ活動などでは英字でKIRITOと表記している。独身。

## 概要
PIERROT、Angeloを通じて、ほぼ全ての楽曲の作詞を手掛け、作曲も多数手掛ける。シングルやアルバムを制作する際は、あるコンセプトに基づいて作り上げることが多く、インタビューではその都度コンセプトについて語っている。PIERROTの前身バンドDizy-Lizy、クラッシュ・アンド・ノイズ時代にはギタリストとしてSHINYA名義で活動し、後にボーカリストに転向。インディーズ時代からレコーディングではギターやヴァイオリンの演奏・打ち込みも行ってきた。ステージ上などで振付をするようになった経緯として、ギタリストからボーカルに転向したことで手持ち無沙汰だったことや、歌詞を伝えたいと思うがあまりに身振り手振りでするようになったとのことである。
ソロ活動では、マーティ・フリードマン、ミック・カーン、藤井麻輝、LEVIN、藤原いくろう、西脇辰弥などフィールドを越えたアーティストと共演。ライブではギターを演奏。CELLCODEという名義でも楽曲を制作。当初はホームページのBGM的なもののためであったが、作業が進むにつれBGM的なものでは済まなくなり、楽曲として仕上げるに至った。これまでにエッセイ・対談など5冊の著書を出版している。

## 来歴
1972年、北海道札幌市生まれ。10歳の頃、札幌市から埼玉県の大宮に転校する。
小学生の頃は読書好きのおとなしい少年であった。しかし、中学生になるといわゆる不良グループに入る。高校へ入学するものの中退してしまい、このままでは流石にまずい状態になると感じたことで心機一転、長野県の工場に就職し、寮生活を送る。その後、長野県での生活を送る中で、些細な事から偶然にもエレクトリック・ギターのセットを購入した事がきっかけとなり、ミュージシャンへの道を歩み始めることになる。
1990年頃、長野県にてバンドを結成しギタリストとして活動を始める。1994年、PIERROTの前身バンドDizy-LizyがKOHTA、TAKEOの加入に伴い、バンド名をピエロに改名。以降ピエロのギタリストとして活動。1995年、脱退した元ボーカルのHIDELOWに代わり、Pierrotのボーカリストとなる。以降PIERROTの解散までのメンバーによる初のアルバム『パンドラの匣』の制作を開始する。1998年、東芝EMIよりPIERROTのメンバーとしてシングル「クリア・スカイ」でメジャー・デビュー。
2004年、自身とKOHTAのマネージメントオフィス、有限会社Other Gate設立。2005年、blowgrowよりシングル「DOOR」でソロデビュー。
2006年4月12日、PIERROTの解散を発表。同年8月14日、PIERROTのKOHTA、TAKEOと共にAngelo結成を発表。
2007年、オフィスの株式会社化に伴い社名をMain Gate Worksに変更し、レーベルEastlink Recordsを設立。
2013年5月6日、PIERROTの元メンバー、潤がAngeloのライブを観に訪れた事をブログで明かした。同時に、潤のブログでもライブを観に行った事について紹介されていた。
2014年、PIERROTデビュー当時、圧倒的人気を誇りライバル的な存在だったDIR EN GREYの京のソロプロジェクトsukekiyoの1stアルバム『IMMORTALIS』に客演。同年4月12日、PIERROTのコンサート「DICTATORS CIRCUS FINAL」の開催を発表。その事について、「これは8年ぶりの解散ライブなんて白々しいものではありません。今、やれると思ったからやるだけです。」と自身のブログで語った。
10月24日・10月25日、さいたまスーパーアリーナでのコンサート「DICTATORS CIRCUS FINAL」で、PIERROTのボーカリストとして8年ぶりのライブを成功させた。2日目のライヴの終盤では、「お願いがあります。この感覚を噛み締めて、どうか明日からは“今”を生きてください。俺たちも、大切な“帰るべき今”に帰ります。とにかく目の前にある“今”を抱きしめて、生きていきましょう。」とファンに向けて想いを語った。
2018年、約10年ぶりのソロ公演　KIRITO Acoustic live '18「DEEP PERCEPTION」を1月28日にディファ有明にて開催。バンド形式ではなくアコースティック・ギター、ピアノ、ハーモニカ、弦楽カルテットという構成。また、追加公演で同年3月11日に品川インターシティホールにてKIRITO Acoustic live 18'「MICROTREMOR PULSE」を開催。1月28日のライブと同構成で行われた。4月8日　各筈区民ホールにてKIRITO Acoustic live '18「DEEP PERCEPTION」DVD購入者特典スペシャルイベントとしてトーク&ミニライブ開催。8月13日 ソロツアーに先駆けて「METHOD」と「Act」を配信開始。同年7月の西日本豪雨災害に対する義援金として全額寄付すると表明。8月17日〜9月2日 名古屋、大阪、川崎にてKIRITO Club Circuit 2018「REAL CHARACTER」を開催。こちらもバンド形式としては9年ぶりにライブが行われた。
2019年、4月6日にKIRITO Acoustic live '19「His sight」開催。前年と同じアコースティックギター、ピアノ＆ハーモニカ、弦楽カルテットの構成で東京国際フォーラム ホールCにて行われた。8月24日〜9月1日 KIRITO Club circuit '19「DERIVED」開催。

## 人物
身長170cm、体重50kg。
自身やバンドの所属事務所、MAIN GATE WORKSの代表取締でもあり、こちらは本名の村田信也名義で行っている。
メンバーのKOHTAは実弟であり、バンドに引き入れたのもキリト本人である。兄弟仲はとても良く「KOHTAは僕にとって出来過ぎな弟」と発言している。
身体にいくつかタトゥーを入れており、2003年頃に左上腕に太陽、ドラゴン。左前腕に太陽、羽根、5つの菱形。右前腕に太陽をいれた。2016年の10月頃に更に追加され、左胸鎖骨辺りに鳳凰。右上腕に髑髏と独鈷杵のような模様が追加された。それぞれに意味があるようだが明確に語られてはいない。入れた理由として、シャツ一枚でも見栄えがするように、タトゥーを入れたことでみっともなくならないよう体型維持できるように、ミュージシャンとして今後もやっていける自信ができた等、複合的な理由だったと自身で述べている。最初にタトゥーを入れる際、両親に電話で報告したところ母親には一度反対されたが父親には賛成され入れることになったという経緯がある。
AngeloやKIRITO本人のソロ活動時のグッズのデザインも一部行っており、ガウ彦という犬のキャラクターも描いている。
動物好きで特に犬が好き。メス犬『りん』をかつて自身が飼育していたが、両親の実家に引き渡した。また小学生時代にはペットとして亀を飼っていた。
Appleユーザーであり、iPhone、IPad 2、MacBook Pro、MacBook Air、Apple TVなどを使用している。
10代の頃よりバイクを愛好しており、大型のバイクを数台所持している。2013年2月現在の愛車はカワサキ・Z1、ドゥカティなど。2019年7月現在、ホンダCBX550Fインテグラ、harley davidson・Softail Standard(多数のカスタムを施し、特別手を加えていない箇所はエンジンくらいとの事。)、カワサキ・Z1。その後、ホンダ・CBR1000RR-R SP、ドゥカティ・パニガーレV4を購入。その他サーキットを走行する事もある。過去の愛車にはカワサキ・ZRX1200DAEG、ドゥカティ・999等がある。
映画好きであり、特にハリウッド映画や香港映画、また24シリーズ、LOSTシリーズなどの海外ドラマ好きであり、著書『不定期/切人』や自身のブログやYouTubeチャンネルで、度々映画や海外ドラマについて触れている。
ジャッキー・チェンの大ファンでもあり、PIERROT時代に潤と出演していたラジオBRAIN STORMにジャッキー・チェンのエピソードや豆知識を自身が披露するコーナーを行っていた。ジャッキー・チェンの声優を務める石丸博也をゲストに呼んだこともあった。
食べ物の好き嫌いが非常に多い。幼少期から牛乳や生クリームなど乳製品の一部やネギ、明太子、カニなど苦手な食品が多く基本的に野菜は好まない。
好きな食べ物はコーヒー(ワンダ・プレミアムゼロ等を愛飲)、ハーゲンダッツ（シナモン&キャラメル・オペラ味）、チョコミントアイス、チョコレート、焼肉、ジンギスカン、小籠包、蓬萊の豚まん、穴子丼、お好み焼き、たこ焼き、ペヤングなど。お茶はジャスミン茶を常備し好んで飲んでいる。
PIERROTデビュー当時は酒が飲めないと公言していたが、2008年頃から飲酒を嗜むようになったようである。
長い間喫煙者だったが、2006年に禁煙を試みる。それまで吸っていたのはバージニア・スリム・ライト・メンソール（現バージニア・エス・ソフィア6）。なお禁煙は数ヶ月で終わったとラジオで発言した。2019年現在はメビウス・プレミアムメンソール・オプション・パープル・5を愛煙している。
PIERROT中期までは目に十字のメイクをしておりシンボルのひとつだったが後期は殆ど書かれなかった。しかし2017年に開催されたDIR EN GREYとのイベントANDROGYNOS２日目で十字目メイクも復活した。
楽曲の歌詞にキリスト教や仏教をモチーフ的に引用し、靖国神社にも定期的に参拝しているが、いわゆる日本人的な無宗教を公言している。
2012年に靖國神社のみたままつりにキリト直筆の懸雪洞が奉納。靖國神社からPIERROT時にリリースされた『ラストレター』への感想とともに依頼され、2017年まで毎年奉納された。
愛国心があり、日本が好きであるために「アメリカの横暴ぶりにうんざりするしイライラもする」と述べ、靖国神社問題については「他の国に言われて何で黙ってなきゃいけないの?単純にむかつきますよ。ほっとけ!って何で言えないの?」と述べている。一方で、他国に向けてその様な気持ちをそのまま出さないのも日本人の独特の良さだと思うとし、その中にこそ日本人の美しさがあるとしている。
ヴィジュアル系と称されることについては、特に嫌ではないとしつつも、よく考えてみるとすごい差別用語であるとしているが、言われていちいちその度に怒るつもりも無いとしている。

## ディスコグラフィ

### シングル
| 発売日        | タイトル     | レーベル  | 最高位 | 収録アルバム |
| ------------- | ------------ | --------- | ------ | ------------ |
| 2005年7月6日  | DOOR         | avex trax | 7位    | Hameln       |
| 2006年3月23日 | TEAR         | avex trax | 17位   | Negative     |
| 2006年7月19日 | DECIDE       | avex trax | 24位   | Negative     |
| 2006年9月20日 | PERIOD       | avex trax | 18位   | Negative     |
| 2007年3月28日 | Cherry trees | avex trax | 21位   | Negative     |
| 2007年7月25日 | 拍動         | avex trax | 32位   | Negative     |

#### デジタルシングル
| 発売日        | タイトル        | 収録アルバム   | 備考         |
| ------------- | --------------- | -------------- | ------------ |
| 2014年3月14日 | Clue            | アルバム未収録 | CELLCODE名義 |
| 2014年5月10日 | Aim             | アルバム未収録 | CELLCODE名義 |
| 2018年8月13日 | METHOD          | アルバム未収録 | 2曲同時配信  |
| 2018年8月13日 | Act             | アルバム未収録 | 2曲同時配信  |
| 2022年3月23日 | ANTI-MATTER     | NEOSPIRAL      |              |
| 2022年4月6日  | INTO THE MIRROR | NEOSPIRAL      |              |
| 2022年4月20日 | RAID            | NEOSPIRAL      |              |

### アルバム
| 発売日         | タイトル  | レーベル  | 最高位 | 規格品番      | 備考       |
| -------------- | --------- | --------- | ------ | ------------- | ---------- |
| 2005年8月3日   | Hameln    | avex trax | 18位   | AVCD-17702    | 初回限定盤 |
| 2005年8月3日   | Hameln    | avex trax | 18位   | VCD-63380     | 通常版     |
| 2007年8月22日  | Negative  | avex trax | 37位   | AVCD-23336    | 初回限定盤 |
| 2007年8月22日  | Negative  | avex trax | 37位   | AVCD-63381    | 通常版     |
| 2022年11月09日 | NEOSPIRAL | blowgrow  | 18位   | IKCB-9583～84 | 初回限定盤 |
| 2022年11月09日 | NEOSPIRAL | blowgrow  | 18位   | IKCB-9585     | 通常版     |
| 2023年11月15日 | ALPHA     | blowgrow  | 31位   | IKCB-9586～87 | 初回限定盤 |
| 2023年11月15日 | ALPHA     | blowgrow  | 31位   | IKCB-9588     | 通常版     |
| 2024年11月13日 | CROSS     | blowgrow  | 24位   | IKCB-9591     | 初回限定盤 |
| 2024年11月13日 | CROSS     | blowgrow  | 24位   | IKCB-9589     | 通常版     |

### DVD・Blu-ray
| 発売日                       | タイトル                                                  | レーベル | 形態    | 規格品番      |
| ---------------------------- | --------------------------------------------------------- | -------- | ------- | ------------- |
| 2005年12月7日 2005年12月28日 | KIRITO TOUR 2005 “The Fef ofHameln”LIVE&DOCUMENT          | blowgrow | DVD     | AVCD-91376～7 |
| 2006年12月13日               | KIRITO TOUR 2006 EXISTENCEPROOF                           | blowgrow | DVD     | AVCD-91446    |
| 2007年3月7日                 | KIRITO Symphonic Concert 2006 EXISTENCE PROOF“RE:PARADOX” | blowgrow | DVD     | AVCD-91460    |
| 2018年3月10日                | KIRITO Acoustic live 18'「DEEP PERCEPTION」               |          | DVD     | KIXB-00001    |
| 2019年6月26日                | KIRITO Acoustic live 19'「His sight」                     |          | Blu-ray | KIXB-00002    |
| 2021年6月23日                | KIRITO Acoustic live 21’「UNDEVELOPED AREA」              |          | Blu-ray | KIXB-00003    |
| 2023年04月26日               | KIRITO Tour 2022-2023「THE CREATING REAL WORLD」          |          | Blu-ray | KIXB-00004    |
| 2023年04月26日               | KIRITO Tour 2022-2023「THE CREATING REAL WORLD」          | blowgrow | DVD     | IKCB-80033    |
| 2024年05月29日               | KIRITO「THE MISSION OF BETA」                             |          | Blu-ray | KIXB-00005    |
| 2024年05月29日               | KIRITO「THE MISSION OF BETA」                             | blowgrow | DVD     | IKCB-80035    |

## 参加作品
- 『LAST DAYS〜tribute to Mr.K〜』（2006年4月5日、avex rush）
映画『ラストデイズ』公開を記念したトリビュート・アルバム。「Suicide View」で参加。※後にソロアルバム「Negative」に収録
- 『DEATH NOTE TRIBUTE』（2006年6月21日、BMG JAPAN）
「GARDEN」で参加。※後にソロアルバム「Negative」に収録
- 『LOUDSPEAKER』/Marty Friedman（2006年6月28日、avex trax）
「雑音（ノイズ）の雨 featuring キリト」に参加。
- 『IMMORTALIS』/Sukekiyo（2014年4月30日）
「aftermath　Collaboration with キリト」に参加。

## ライブ・コンサートツアー

### 2005年〜2014年
| 日程                         | タイトル                                                            |
| ---------------------------- | ------------------------------------------------------------------- |
| 2005年8月11日～8月28日       | KIRITO TOUR 2005 "The Fef of Hameln"                                |
| 2006年5月5日 5月6日          | NEO CYCLOID LIMITED SHOW CASE 「EXISTENCE」                         |
| 2006年7月20日～8月14日       | KIRITO TOUR 2006 「EXISTENCE PROOF」                                |
| 2006年9月30日 10月1日        | KIRITO Symphonic Concert 2006 EXISTENCE PROOF RE:PARADOX            |
| 2006年12月24日～2007年1月4日 | KIRITO ［BRAND NEW ENTRANCE］06-07                                  |
| 2007年8月25日 8月26日        | INTER PLAY MEMBERS LIMITED SHOW〔DOGMATIC PARTY case of KIRITO〕    |
| 2008年8月23日 8月24日        | INTER PLAY MEMBERS LIMITED SHOW 08〔DOGMATIC PARTY case of KIRITO〕 |
| 2009年8月27日 8月28日        | INTER PLAY MEMBERS LIMITED SHOW 09〔DOGMATIC PARTY case of KIRITO〕 |

### 2018年以降
| 日程                  | タイトル                                      | 形式             | メンバー                                                                                         |
| --------------------- | --------------------------------------------- | ---------------- | ------------------------------------------------------------------------------------------------ |
| 2018年1月28日         | KIRITO Acoustic live 18'「DEEP PERCEPTION」   | アコースティック | Ag:TORUxxx Ag:ギル Pf, Hrm:西脇辰弥1st Vn:弦一徹 2nd Vn:カメルーン真希 Vla:森琢哉 Vc:内田麒麟    |
| 2018年3月11日         | KIRITO Acoustic live 18'「MICROTREMOR PULSE」 | アコースティック | Ag:TORUxxx Ag:ギル Pf, Hrm:西脇辰弥 1st Vn:弦一徹 2nd Vn:カメルーン真希 Vla:森琢哉 Vc:内田麒麟   |
| 2018年8月17日～9月2日 | KIRITO Club Circuit 2018「REAL CHARACTER」    | バンド           | Gt:TORUxxx Gt:ギル Ba:Masa Dr:Allen                                                              |
| 2019年4月6日          | KIRITO Acoustic live 19'「His sight」         | アコースティック | Ag:TORUxxx Ag:ギル Pf, Hrm:西脇辰弥 1st Vn:星野沙織 2nd Vn:平本小都実 Vla:西村葉子 Vc:長谷川晶子 |
| 2019年8月24日〜9月1日 | KIRITO Club circuit 19'「DERIVED」            | バンド           | Gt:ギル Gt:海 Ba:Masa Dr:Allen                                                                   |

## 書籍

### 著書
- 思考回路（2002年3月29日、ソニー・マガジンズ）
- 偽装音楽業界（2003年10月31日、オリコン・エンタテインメント）
- 絶望的青春の救世主-メシア-（2004年1月16日、メディアファクトリー）
- THE PAST OF CONFUSION（2005年12月15日、エムオン・エンタテインメント）
- 不定期/切人（2008年9月26日、エフエム東京）

### 写真集
- The Other Dawn（2005年9月22日、SBクリエイティブ）

## 出演

### ラジオ・レギュラー番組
| タイトル           | 放送局      | 放送期間                     |
| ------------------ | ----------- | ---------------------------- |
| BRAIN TRIP NIGHT   | FM FUJI     | 2007年4月7日 - 2008年9月26日 |
| 日刊思考回路日曜版 | AmebaStudio | 2008年7月13日 -              |
| BACK BRAIN PASS    | bayfm       | 2008年10月3日 -              |

## その他の活動
- 元々ファンクラブ会員限定のサイトで日記を書いていたが、2008年6月15日にはアメーバブログにて非会員でも閲覧できる公式ブログ「日刊思考回路」を開始し、2020年現在も断続的になることもあるものの更新は続いている[33]。
- 2018年のソロ活動開始に伴ってYouTubeに公式チャンネルが作成される。当初はリリースの宣伝やリハーサル風景の映像のみであったが、ソロ活動に参加したドラムのアレンの勧めでYouTuber的な活動を始めた。内容としては、Angeloメンバーや自身のソロ活動に参加したメンバーの紹介や対話、ゲーム、ショートムービー、自身の意見、モトブログ、ゲーム実況と多岐にわたる。
- 2010年から2012年までの間はTwitterをしていたが、情報の発信が散漫になるという理由で本人曰く「卒業」となり、アカウントが削除された[31]。
- YouTubeに付随して2019年にInstagramを始めたが、なりすましと虚偽報告を受けて凍結し、そのまま更新終了となった[34]。